# Make Them Die Slowly
Make Them Die Slowly – drugi album studyjny amerykańskiego zespołu metalowego White Zombie, wydany 22 marca 1989 roku. Nazwa albumu została zapożyczona od tytułu filmu "Cannibal Ferox – Niech umierają powoli", który w Stanach Zjednoczonych został wydany jako "Make Them Die Slowly".

## Lista utworów
1. "DemonSpeed" - 5:21
2. "Disaster Blaster" - 6:03
3. "Murderworld" - 6:10
4. "Revenge" - 4:22
5. "Acid Flesh" - 5:30
6. "Power Hungry" - 5:12
7. "Godslayer" - 7:12